# René Grillet
René Grillet war ein Uhrmacher und Mechaniker in Paris. Er erfand einen Rechenkasten.
Über sein Leben ist kaum etwas bekannt, er soll aber eine Zeitlang Uhrmacher für Ludwig XIV. gewesen sein. Er soll aus Rouen stammen und hieß deshalb auch René Grillet de Roven.
Möglicherweise war er der Sohn des königlichen Emailleurs und Instrumentenmachers Jean Grillet (1605–1675), Autor eines Buches La Beauté des plus belles dames de la cour.. (1648) und Erfinder eines Thermometers.
Er erfand auch andere Instrumente wie Quecksilber-Barometer, über das er 1673 in einen Prioritätsstreit mit dem Instrumentenmacher Hubin geriet und später mit Christiaan Huygens.
Grillet baute einen Rechenkasten für die Multiplikation ähnlich wie Kaspar Schott in Würzburg, in dem die Napier-Stäbchen in übersichtlicher Form angeordnet waren. Er wurde 1678 im Journal des Savants von Grillet kurz beschrieben. Die Maschine selbst ist nicht erhalten und auch die Veröffentlichung ist nicht sehr ausführlich, enthält aber eine Abbildung. Grillet gibt an, dass die Maschine auf den Rechenstäben von John Napier basiert und die Räder der Rechenmaschine von Blaise Pascal mit der zylindrischen Anordnung der Napier Stäbe von Pierre Petit (einem Mathematiker und Freund von Pascal) kombiniert. Grillet wollte nicht zu viel über den inneren Aufbau verraten und soll zwischen 1673 und 1681 seine Maschine gegen Entgelt auf Jahrmärkten in Frankreich und den Niederlanden vorgeführt haben. Er soll die Rechenkästen auch produziert und verkauft haben, mit welchem Erfolg ist aber unbekannt.
Angekündigt hatte er die Erfindung schon in einem kleinen Buch, das er 1673 publizierte (Curiositez mathématiques de l’invention du Sr Grillet, horlogeur à Paris). Das Buch wurde von der Pariser Polizei eingezogen, möglicherweise aufgrund eines Patentstreits über ein Barometer, in das er um diese Zeit verwickelt war.
1977 fand Michael Williams in der Crawford Library in Edinburgh eine Anleitung für die Maschine in einem Manuskript, das einst aus dem Besitz von Charles Babbage kam (und zuvor im Besitz von Michel Chasles). Auch diese Beschreibung war nicht sehr detailliert, zeigte aber, dass es sich um einen Rechenkasten im obigen Sinn handelte und nicht um eine Rechenmaschine (mit ineinandergreifenden Zahnrädern, Walzen oder Ähnlichem).
1681 ging er nach Amsterdam, wo mehrere Jahre blieb, Instrumente baute, seinen Rechenkasten vorführte und bei Kattun-Druckern in die Lehre ging. Er wollte ursprünglich in Frankreich eine Kattun-Druckerei aufmachen, da dies aber 1686 verboten wurde, ging er nach England, wo er um 1690 eine Kattun Druckerei im Hirschpark von Richmond gründete, die erste in England.